# حسن عبد الفتاح (ممثل)
حسن عبد الفتاح  ممثل مصري من مواليد 1965 .في عام 1990-1991 تقدم للمشاركة في فرقة محمد صبحي للمواهب ونجح في الاختبار، قرر أن يكون الغناء مع التمثيل رغم انه لم يفكر أن يكون ممثلاً . وحتى أثناء عمله بشركه مصر للالبان والاغذيه كان ذو حضور قوى في حفلات ورحلات الشركة . ولكن كرهه للروتين الحكومي جعله يستقيل من الشركة . شارك في فرقة أصدقاء محمد فوزي وكان عضواً اساسياً في كل المرات التي استضاف الراديو أو التليفزيون افراد الجمعية في ذكرى الراحل محمد فوزى حيث كان الفنان محمد صبحي والكاتب لينين الرملي يقوموا بتكوين فرقه من الشباب باسم ستوديو 2000 وقام الفنان حسن عبد الفتاح بالتقديم في هذه الفرقة ماراً باختبارات فنيه ونال قبولها وكان من ضمن المتقدمين وقتها مجموعه كبيرة من الفنانين الذين ظهروا في أعمال محمد صبحى سواء المسرحية أو التليفزيونيه كما كان من ضمنهم منى زكي وبهاء سلطان وقد قام وقتها بالمشاركة في مسرحية بالعربي الفصيح ولاقت استحسان الجمهور والنقاد رغم انها كانت بطولة جماعيه لممثلين مغمورين وقتها .

## أعماله
- الحوت الأزرق فيلم 2020
- دكتور بسبس فيلم 2019
- قهوة بورصة مصر فيلم 2019
- محمد حسين فيلم 2019
- قلب أسود فيلم 2018
- بيكيا فيلم 2018
- شنطة حمزة فيلم 2017
- على وضعك فيلم 2017
- فوبيا فيلم 2017
- فين قلبي فيلم 2017
- هربانة منها مسلسل 2017
- أبو شنب فيلم 2016
- أسد سيناء فيلم 2016
- صابر جوجل  فيلم 2016
- كنغر حبنا فيلم 2016
- الدنيا مقلوبة فيلم 2015
- عيال حريفة فيلم 2015
- يوميات زوجة مفروسة أوي مسلسل 2015
- 4 كوتشينة فيلم 2014
- سالم أبو أخته فيلم 2014
- عنتر وبيسة فيلم 2014
- كلام جرايد فيلم 2014
- واحد صعيدي فيلم 2014
- سمير أبو النيل فيلم 2013
- شمال يا دنيا فيلم 2013
- كلبي دليلي فيلم 2013
- 30 فبراير فيلم 2012
- الأنسة مامي فيلم 2012
- الزوجة الرابعة مسلسل 2012
- سمير وشهير و بهير فيلم 2010 (ضيف شرف)
- أمير البحار فيلم 2009
- رمضان مبروك أبو العلمين حمودة فيلم 2008
- حسن ومرقص فيلم 2008
- عصابة الدكتور عمر فيلم 2007
- إحنا النهاردة فيلم 2007
- ألوان السما السبعة فيلم 2007 (زميل الهجرة)
- شيكامارا فيلم 2007 (اون اون)
- أسد وأربع قطط فيلم 2007
- الدرملي فقري تملي فيلم 2007
- أيظن فيلم 2006
- كتكوت فيلم 2006 (غريب)
- حاحا وتفاحة فيلم 2006 (صديق حاحا)
- ظرف طارق فيلم 2006
- زكي شان فيلم 2005
- خالي من الكوليسترول فيلم 2005 (رجل امن)
- حريم كريم فيلم 2005 (المأذون)
- اللي بالي بالك فيلم 2003
- أولاد الأكابر مسلسل 2003
- التجربة الدنماركيه فيلم 2003 (صاحب المكتبة)
- اوعى وشك فيلم 2003
- الأستاذ عبد العظيم فيلم 2001 (شافعي - صديق عبد العظيم حسين)
- العمة نور مسلسل 2000

## روابط خارجية
- حسن عبد الفتاح على موقع IMDb (الإنجليزية)
- حسن عبد الفتاح على موقع قاعدة بيانات الأفلام العربية